# Mike Rosario
Michael Rosario (Jersey City (Nueva Jersey), 2 de noviembre de 1990) es un jugador de baloncesto puertorriqueño con nacionalidad estadounidense con nacionalidad israelí que actualmente juega en el Club Atlético Peñarol de la Liga Uruguaya de basketball y forma parte de la Selección de baloncesto de Puerto Rico. Mide 1,91 metros, y juega en la posición de base.

## Trayectoria deportiva
Es un base formado a caballo entre los Rutgers Scarlet Knights y los Florida Gators y tras no ser elegido en el Draft de la NBA de 2013, debutaría como profesional en su país donde ganaría dos ligas consecutivas con los Leones de Ponce. Entre esas dos temporadas, tendría un paso por la liga polaca en las filas del Wilki Morskie Szczecin.  La siguiente temporada, la 2015-2015 formaría parte de los Halcones Rojos Veracruz donde participó en la Liga Nacional de Baloncesto Profesional de México.
En las temporadas 2016-2017 y 2017-18, volvería a Puerto Rico para reforzar los equipos de Cangrejeros de Santurce y Piratas de Quebradillas, antes de volver a Europa.
El 6 de octubre de 2017, firma por el Hapoel Eilat.